# Секс-позитивное движение
Секс-позитивное движение — социальное и философское движение, которое стремится изменить культурные установки и нормы в отношении сексуальности, способствуя признанию сексуальности (в бесчисленных формах её выражения) как естественной и здоровой части человеческого опыта и подчеркивая важность сексуальности, личного суверенитета, более безопасного секса и секса по обоюдному согласию (без насилия или принуждения). Движение охватывает все аспекты сексуальной идентичности, включая гендерное выражение, ориентацию, отношение к телу (бодипозитив, нагота, выбор), выбор стиля отношений и репродуктивные права. Секс-позитивность — это «отношение к человеческой сексуальности, которое рассматривает все сексуальные действия по обоюдному согласию как принципиально здоровые и приятные, поощряющие сексуальное удовольствие и экспериментирование». Понятие бросает вызов общественным табу и направлено на пропаганду здоровой сексуальной активности по обоюдному согласию. Секс-позитивное движение в рамках проводимых кампаний выступает за всестороннее половое воспитание и безопасный секс. Движение обычно не делает моральных различий между видами сексуальной деятельности, рассматривая этот выбор как вопрос личных предпочтений.

## Обзор
Термины и понятия секс-позитивный и секс-отрицательный обычно приписывают Вильгельму Райху. Его гипотеза заключалась в том, что некоторые общества рассматривают сексуальное выражение как нечто по сути хорошее и здоровое, в то время как другие имеют в целом негативное представление о сексуальности и стремятся подавлять и контролировать либидо. Для описания этой концепции также используются термины про-секс или про-сексуальность.
Секс-позитивное движение, как правило, не проводит моральных или этических различий между гетеросексуальным или гомосексуальным сексом или мастурбацией, рассматривая этот выбор как вопрос личного предпочтения. Другие секс-позитивные позиции включают принятие БДСМ и полиамории, а также асексуальности.
Некоторые теоретики секс-позитивности анализировали её с точки зрения интерсекциональности, пересечения расы/культуры, пола, сексуальности, класса, национальности и духовности. Из-за масштабности движения сложно дать согласованное определение термина «секс-позитивность».

## Секс-позитивный феминизм
Секс-позитивный феминизм, также известный как просексуальный феминизм, секс-радикальный феминизм или сексуально либеральный феминизм, — это движение, зародившееся в начале 1980-х годов. В 1970-х годах возникло феминистское движение второй волны, характеризующееся своей оппозицией порнографии, секс-работе и БДСМ, известное и определяемое секс-негативными или антипорно- взглядами.
Попытки феминисток, выступающих против порнографии, таких как Кэтрин Маккиннон и Дорхен Лейдхольдт, поставить порнографию в центр феминистского объяснения угнетения женщин, привели в секс-позитивное движение некоторых из противников такой постановки вопроса. Андреа Дворкин и Робин Морган, будучи феминистками, выступающими против порнографии, считали, что деградация и объективация женских тел способствуют развитию идей сексуального насилия и посягательств.
Секс-позитивный феминизм уделяет внимание и признаёт важность права женщин исследовать свое тело и сексуальное желание и считает, что сексуальное насилие не должно препятствовать признанию женского желания. Движение требует сохранения свободы и требует уважения к разнообразию и сексуальному инакомыслию.
Секс-позитивный феминизм утверждает, что дискурс о женском сексуальном удовольствии в современном мире замалчивается и маргинализируется. Согласно этой точке зрения, подавление диалога о сексе с предполагаемой целью защиты женщин только заставит их выглядеть слабым полом. Женщинам может быть трудно защитить себя, если их относят к потерпевшим. Со временем женщин стали относить к сексуально пассивным, а мужчин признали сексуально агрессивными, поэтому половой акт считается деятельностью, при которой женщины «подчиняются» мужскому желанию. Ещё одним фактором, который продолжает сводить к минимуму женское желание, является отсутствие консенсуса и исследований по этому поводу в результате социальных репрессий, которые женщинам приходилось терпеть на протяжении веков; всё это привело к предрассудкам и обобщениям.
Шир Хайт, сексуальный педагог и феминистка, бросила вызов неправильным представлениям о женской сексуальности и поддержала женское сексуальное освобождение и право людей свободно выражать и исследовать свою сексуальность без осуждения и подавления. Как показано в её работе «Отчет Хайта: общенациональное исследование женской сексуальности» (1976), она опровергала фрейдистские убеждения, утверждая, что женщины способны испытывать сексуальное удовольствие самостоятельно, без необходимости полового акта. Однако Хайт столкнулась с негативной антифеминистской реакцией из-за её статистических методов сбора данных, демонстрации предвзятости, и поэтому книга стала в значительной степени противоречивой и угрожающей определённым группам мужчин.
Система сексуальной иерархии ставит на первое место гетеросексуальность, брак и деторождение, что заставляет многих женщин бояться сексуальной системы, которая преобладает в современном мире. Удовольствие и сексуальность — это права человека, которые были подчинены старомодной патриархальной социальной конструкции. Просексуальный феминизм стремится культивировать сексуальность как средство политического сопротивления. С использованием в свою пользу фактора «удовольствия» в современную квир-теорию и политику путём «расширения прав и возможностей» в феминистском и сексуальном контексте был внесен значительный вклад.

## Оппозиция
Многие феминистки, такие как Веркерк, Глик и Бауэр, критиковали проявления секс-позитивности из-за сомнений в её эффективности в контексте преодоления патриархальных норм. Эти феминистки настаивают, что они «секс-критичны», а не «секс-негативны». Веркерк упоминает, что «существуют как вредные, так и освобождающие аспекты женской сексуальной объективации, и для точного её описания необходимо учитывать оба». Также критикуется коммерциализация сексуальности. Женщинам советуют инвестировать в западные стандарты красоты и сексуальности, что делает их «предметами потребления». Секс-позитивный феминизм также подвергался критике за акцент на преодолении патриархальных гендерных норм посредством выбора личной жизни, «вместо того, чтобы разрушать, критиковать, разоблачать или бросать вызов систематической дискриминации и насилию».

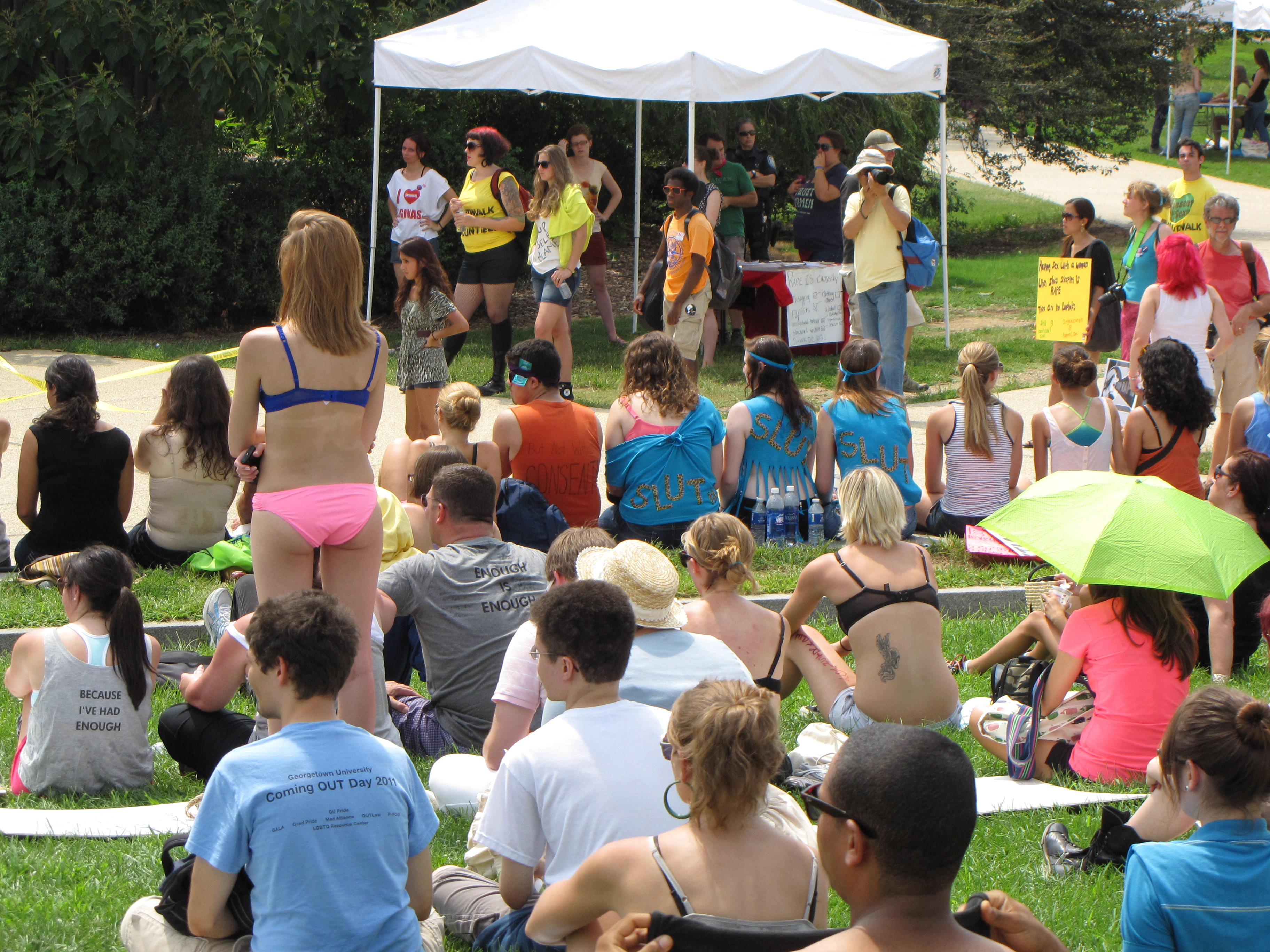
Парад шлюх в Вашингтоне, 2012

Критике был подвергнут и Парад шлюх. Целью мероприятия было возвращение слова «шлюха» и противодействие обвинению жертвы, но критики отмечают, что слово «шлюха» так и не было возвращено. Скорее оно стало овеществлённым. Критики акции также предполагают, что акцент на откровенной одежде «в конечном итоге вытесняет мрачные и смертоносные проблемы изнасилования, домашнего насилия, сексуального насилия и уличных домогательств». Наконец, парад подвёргся критике за недостаточное внимание к гиперсексуализации, с которой сталкиваются цветные женщины.

## В XXI веке
С начала 2000-х годов движение за секс-позитив продолжало становиться мейнстримом. Появление социальных сетей сделало движение за секс-позитив более доступным, предоставив сторонникам движения платформы для пропаганды своих убеждений среди широкой аудитории последователей. Расширив сферу охвата движения, секс-позитивность стала включать в себя все виды секса и сексуальности. Стыд стал областью особого интереса в движении за секс-позитив, побуждая людей быть более открытыми и принимать различный опыт людей в сексе и сексуальности. Движение за секс-позитив бросило вызов слатшеймингу, ханжеству и стыду из-за кинков, стремясь дать всем людям чувство поддержки и возможность участвовать в движении.

### Секс-позитивные онлайн-сообщества
Такие платформы, как Twitter, Facebook, Reddit, курируют большие сообщества секс-позитивных групп, создавая легкодоступные места для объединения людей. Кроме того, наблюдается экспоненциальный рост количества сексуально-позитивных фетиш-цифровых приложений БДСМ-тематики, таких как Ferly, Feeld, Bloom и #open. Ежегодно проводятся секс-позитивные мероприятия, такие как Канамара-мацури, Ярмарка Фолсом-стрит, Sexpo, Фестиваль Really Good Sex.
С развитием технологий благодаря возросшей доступности Интернета стал доступен киберсекс. Видимость мужских сексуальных услуг в Интернете также возросла.

### Популярные медиа
Большую роль в распространении движения за секс-позитив сыграли представители поп-культуры. О своём опыте слатшейминга, сексуального насилия, принятия тела, а также в целом о сексуальном здоровье и ответственности говорили Леди Гага, Эмбер Роуз, Джессика Бил, Кэмерон Диаз, Тейлор Свифт и многие другие.
В последние годы сексуально-позитивные концепции проникли в танцевальные клубы через секс-позитивные вечеринки в таких городах, как Берлин и Вена.